# Minareto di Emin

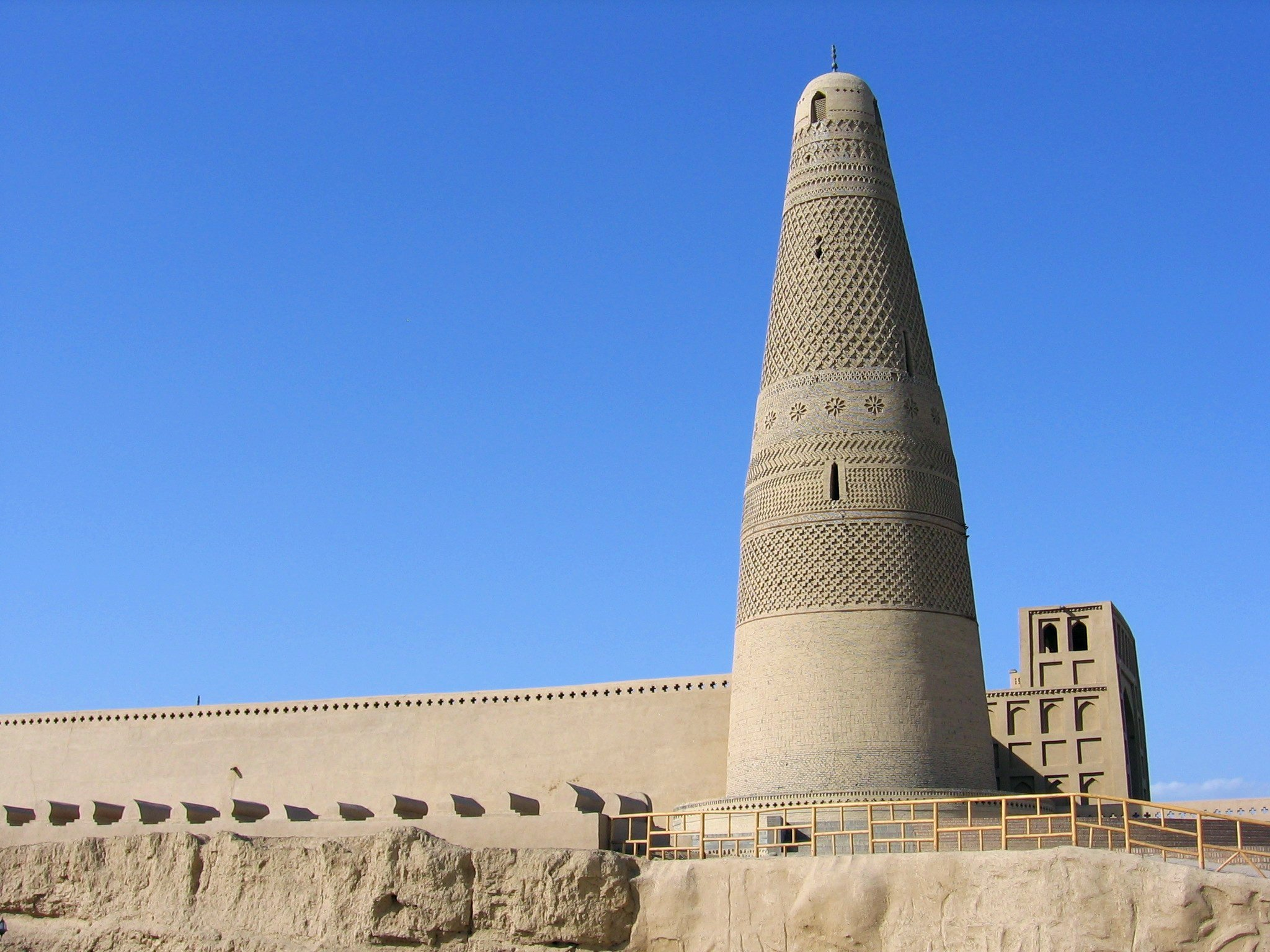
Minareto e Moschea di Emin.

Il minareto di Emin (o Su Gong Ta) si innalza accanto alla moschea uigura situata a Turfan, Xinjiang, Cina. A 44 metri è il minareto più alto della Cina. La dinastia Qing conquistò questa regione in larga parte musulmana negli anni 1750 sconfiggendo i Mongoli e gli Uiguri in una serie di battaglie grazie al suo superiore armamento. Da conquistatori, i Qing governarono la popolazione locale con mano leggera e furono tolleranti nei confronti della religione musulmana.
Il minareto fu iniziato nel 1777 durante il regno dell'imperatore Qing Qianlong (1735-1796) e terminato l'anno successivo. Fu finanziato dai capi locali e costruito per onorare le gesta di un generale locale di Turfan, Emin Khoja, da cui il nome "Emin". Il minareto di Emin è situato lungo l'antica Via della seta (vicino all'antica capitale uigura di Gaochang). Nelle vicinanze si trova il sito delle Caverne dei Mille Buddha di Bezeklik.
L'arido paesaggio dello Xinjiang meridionale è stato a lungo collegato sia all'Asia orientale che all'Asia occidentale da storiche rotte commerciali come la Via della Seta e il territorio intorno a questi crocevia divenne l'ubicazione della maggior parte delle strutture islamiche dello Xinjiang. L'area è servita a lungo da canale di scambio culturale tra diversi gruppi etnici e religiosi. Il minareto di Emin, come altre moschee e minareti uiguri, riflette tale circostanza nella sua combinazione di elementi islamici tradizionali e di tradizioni edilizie uigure di carattere locale.

## Descrizione

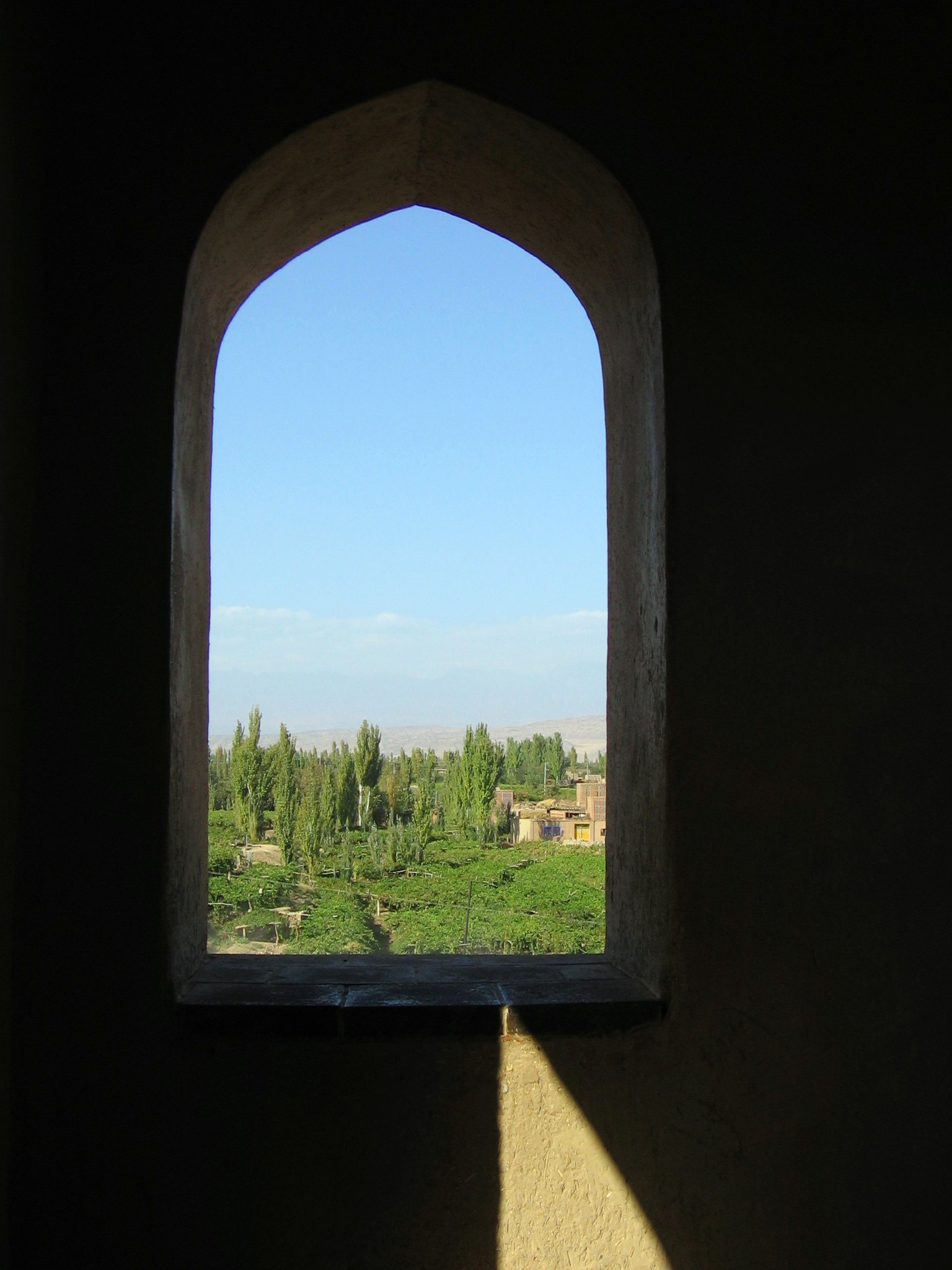
Finestra del minareto

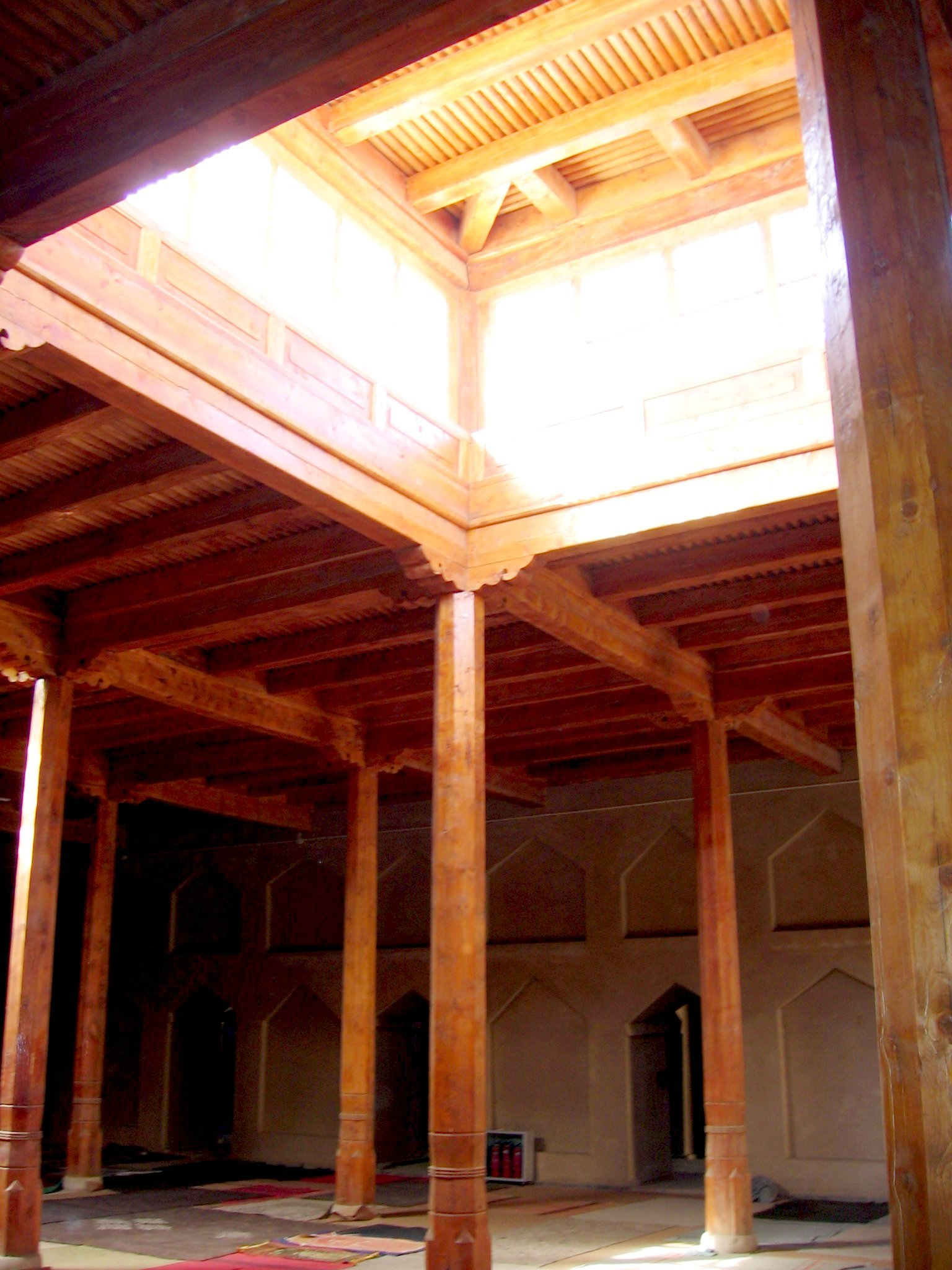
Interno della moschea

Il minareto di Emin fu costruito da artigiani locali usando materiali del luogo. La struttura è in legno e mattoni. È un'elegante cupola islamica circolare e affusolata, con un diametro di oltre 14 metri alla base che si assottiglia fino a 2,8 metri in cima. L'esterno è fatto di mattoni gialli cotti al sole la cui forma si restringe via via che la torre sale. I mattoni riccamente decorati sono intagliati in motivi a mosaico intricati, ripetitivi, geometrici e floreali, come fiori stilizzati e rombi. Questo miscuglio di elementi cinesi e islamici è visibile solo nei minareti della Cina. Questi motivi geometrici, di tipo unico, sono caratteristici dell'architettura islamica e non hanno corrispondenti nell'architettura della Cina se non nelle strutture musulmane. Posizionate nella torre sono parecchie finestre lunghe e strette, a diverse altezze e rivolte in diverse direzioni, le quali forniscono luce e ventilazione. Il minareto non ha piani. All'interno un supporto a spirale funge da scala a 72 gradini fino alla cima.
Il minareto di Emin si trova all'angolo nordorientale della moschea uigura, una struttura rettangolare con un iwan o miḥrāb, una nicchia a forma di arco appuntito chiusa su tre lati ma aperta sul quarto in direzione di un ampio cortile. La moschea è divisa in una sala interna utilizzata nei mesi più freddi e in più ampie sale esterne per i mesi più caldi. Le sale esterne sono costruite con eleganti, alti e sottili pilastri di legno e travi che sostengono la loro struttura scoperta a graticcio, e sono aperte e spaziose, mentre la sala interna è piccola e chiusa. Diversamente dalle strutture cinesi, non vi sono immagini.

## Islam
La forma architettonica torreggiante di un minareto, sempre più alta che ampia, è un chiaro segno della presenza dell'Islam così come lo sono gli elementi decorativi astratti e geometrici. Sebbene il minareto abbia svolto molte funzioni nel corso del tempo, nell'Islam la sua funzione primaria è sempre stata quella di principale posto di osservazione intorno al quale attirare i membri della comunità. Il pianterreno di un minareto è sempre quadrato mentre le parti superiori possono essere di forme variabili, incluse quelle rotonde, quadrate od ottagonali. Il minareto è la caratteristica più distintiva di qualsiasi moschea e questo non è affatto diverso nel caso del Minareto di Emin.